# Akitoshi Kawazu
Akitoshi Kawazu (jap. 河津秋敏 Kawazu Akitoshi; ur. 5 listopada 1962 w prefekturze Kumamoto) – japoński producent gier.

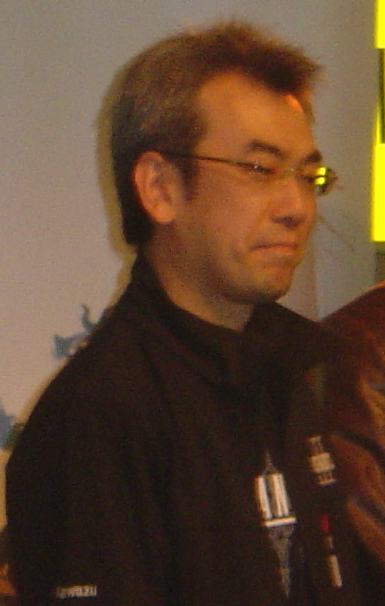
Akitoshi Kawazu podczas London HMV Launch Party Final Fantasy XII w 2007

Kawazu studiował ceramikę w Tokijskim Instytucie Technologii. Jest twórcą serii gier JRPG takich jak SaGa i Final Fantasy Crystal Chronicles, a także producentem wykonawczym Square Enix i szefem jej oddziału Production Team 2.

## Gry
- Final Fantasy – Projekt gry

- Final Fantasy II – Projekt gry

- The Final Fantasy Legend – Reżyseria i scenariusz

- Final Fantasy Legend II – Reżyseria i scenariusz

- Romancing SaGa – Reżyseria, scenariusz, projekt gry

- Romancing SaGa 2 – Reżyseria, scenariusz i projekt gry

- Romancing SaGa 3 – Reżyseria

- Rudra no Hihō – Nadzór

- SaGa Frontier – Produkcja i reżyseria

- SaGa Frontier 2 – Produkcja

- Racing Lagoon – Produkcja

- Legend of Mana – Produkcja

- Hataraku Chocobo – Produkcja

- Wild Card – Projekt gry

- Unlimited Saga – Reżyseria, scenariusz

- Final Fantasy Crystal Chronicles – Produkcja

- Romancing SaGa: Minstrel Song – Produkcja i reżyseria

- Code Age Commanders: Tsugu Mono Tsuga Reru Mono – Producent wykonawczy

- Final Fantasy XII – Producent wykonawczy (razem z Yōichi Wada)

- Final Fantasy Crystal Chronicles: Ring of Fates – Producent wykonawczy

- Final Fantasy Crystal Chronicles: My Life as a King – Producent wykonawczy

- Final Fantasy Crystal Chronicles: The Crystal Bearers – Produkcja i scenariusz

- The Last Remnant – Producent wykonawczy[2]

- It's New Frontier – Projekt[3]